# Xã Jefferson, Quận Daviess, Missouri
Xã Jefferson (tiếng Anh: Jefferson Township) là một xã thuộc quận Daviess, tiểu bang Missouri, Hoa Kỳ. Năm 2010, dân số của xã này là 506 người.